# 张锦春 (1896年)
张锦春（1896年12月15日—1975年5月21日），又名孙均、铁军、张秀东，是吉林省东辽县人，是长春第一位共产党员。

## 生平
张锦春1896年12月15日出生于吉林省东辽县，早年丧父。1920年，他到哈尔滨中东铁路三十六棚华工子弟第一小学任教，同年考入哈尔滨东华学校。1923年，经俄文教员张昭德（李大钊的学生）介绍，张锦春加入中国共产党，成为中国共产党早期党员之一。此外，张锦春还和韩铁声等8人组织了“哈尔滨救国唤醒团”，还创办了“哈尔滨通讯社”和一个“青年学院”，他还参与到了《东北早报》和《哈尔滨日报》的工作中。1923年，张锦春从哈尔滨东华学校毕业，考入吉黑邮务管理局。
1924年8月，张锦春受中共哈尔滨独立组的派遣，以邮务生（后任局长）的身份到长春二道沟邮局工作，建立了中国共产党党在长春的第一个通讯站，代号“弓长之”。负责联系、收发、传递中国共产党的文件和信件，并接送中共中央赴东北或苏联与的共产党人。1925年，他建立了长春第一个工会组织“吉长铁路”工会。他还与长春第二中学教员杜继曾联系，组织学生会。并陆续发展了本局拣信生安贫、省立第二师范学校学生韩守本、王平等入党，并于1925年6月在省立第二师范学校（今长春树勋小学）建立第二个通讯站。之后，根据北满地委的批示，于1926年9月，以二道沟通讯站和省立第二师范学校通讯站为基础，建立中共长春支部，支部机关设在省立第二师范学校。这是中国共产党在长春建立的第一个党支部。1927年，张锦春于1927年1月考上了东省铁路车务处专科学校，一年后毕业。毕业后被分配到陶赖昭站、三岔河站等火车站任副站长，继续从事革命工作。
九一八事变后，张锦春受指派为苏联远东情报局的情报员，专门搜集日军的兵力部署、部队番号和武器装备等情报，并用无线电台向苏联远东情报局总部报告。1935年，张锦春被调到哈尔滨香坊站工作。1935年9月，张锦春遭到逮捕，被关押审讯九天，但因没查到任何证据日军被释放。1936年3月，因一面坡电台遭日军破坏，张锦春（此时其化名铁军）被通缉，其携带家属离开哈尔滨逃到兰州，随后帮助兰州外宾招待所同苏联派出空军志愿军交流，进行翻译工作。
1940年，张锦春改名张秀东，到玉门油矿开展工作，负责物资运输管理等任务。1943年，他离开玉门油矿来到张掖中学任教，继续秘密宣传马列主义。1946年11月，张锦春再次回到玉门油矿工作，担任后勤，国共内战中秘密组织油矿工人护矿护厂，为解放军和平解放玉门油矿提供了有利条件。全国解放后，张锦春任玉门油矿局长办兼专家招待所翻译，并教学俄语，编写字典。1957年，因病退休。1975年5月21日，于北京逝世。